# هررية
الهَرَرِيَّةهي لغة سامية إثيوبية يتحدث بها شعب الهرر في إثيوبيا. وفقًا لتعداد إثيوبيا لعام 2007 يبلغ عدد الناطقين بها حوالي 25,810 شخصًا. معظم المتحدثين بهذه اللغة يجيدون أيضًا اللغة الأمهرية و / أو الأورومو الشرقية [الإنجليزية].[بحاجة لمصدر] ترتبط اللغة الهررية ارتباطًا وثيقًا بلغات غوراج الشرقية، لغة زي، واللغة السلتية، وجميعها ترتبط بلغة هارلا السامية المنقرضة الآن.